# Ministerstvo lesního a vodního hospodářství Slovenské republiky
Ministerstvo lesního a vodního hospodářství Slovenské republiky bylo v letech 1969 až 1992 ústředním orgánem státní správy na Slovensku pro
1. Lesní a vodní hospodářství s výjimkou působnosti které zastřešovala Slovenská komise pro životní prostředí,
2. Dřevařský a nábytkářský průmysl,
3. Průmysl celulózy a papíru,
4. Myslivost.

Ministerstvo lesního a vodního hospodářství bylo zřízeno k 1. lednu 1969 pod názvem Ministerstvo lesního a vodního hospodářství SSR. V březnu 1990 se z názvu vypustil přívlastek socialistické. Zákonem 453/1992 CFU bylo zrušeno. Jeho působnost ve věcech dřevařského a nábytkářského průmyslu, průmyslu celulózy a papíru přešla na Ministerstvo hospodářství Slovenské republiky. Působnost ve věcech lesnictví, vodního hospodářství a myslivosti přešla na Ministerstvo zemědělství a rozvoje venkova Slovenské republiky.